# Villa Horten

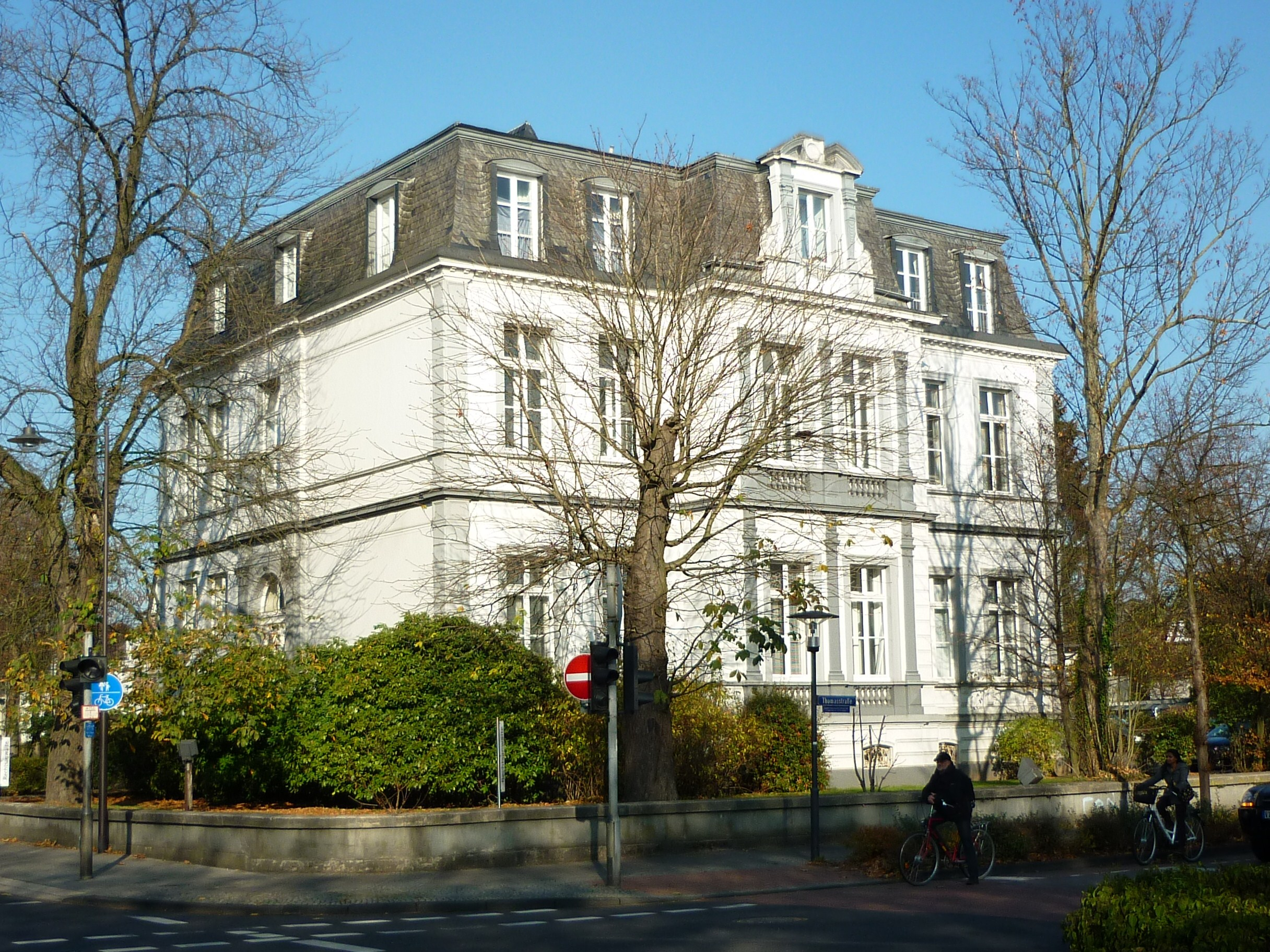
Villa Horten, Ansicht von Südwesten

Die Villa Horten ist ein Haus im Stil des Spätklassizismus am Burgring 73 in Kempen gegenüber der Kempener Burg. Sie steht seit dem 29. März 1984 als Baudenkmal unter Denkmalschutz.

## Geschichte
Die Villa wurde 1870 als Wohnhaus für Henriette Horten, eine Angehörige der Kaufmannsfamilie Horten und Vorfahrin von Helmut Horten, errichtet. Nach Ende des Zweiten Weltkriegs wurde das Gebäude zunächst als Rathaus, später dann von der Verwaltung des Kreises Kempen-Krefeld genutzt.
In den 1980er Jahren verfiel das Haus zusehends. Zeitweilig nutzten es Obdachlose als Unterschlupf, ehe der Privateigentümer Ende der 1980er Jahre beschloss, die Villa zu sanieren. In Absprache mit dem Landeskonservator erfuhr das Gebäude eine Umgestaltung, um das Erdgeschoss anschließend durch eine Anwaltskanzlei zu nutzen, während das Ober- und das Dachgeschoss in Wohnungen umgebaut wurden.
2008 bis 2010 machte die Villa Horten Schlagzeilen in der regionalen Presse, als sie zum möglichen Tatort eines alten Kriminalfalls wurde: Aufgrund eines anonymen Hinweises vermutete die Polizei im Keller des Hauses die Leiche einer 1988 verschwundenen Frau, wurde bei ihrer Suche aber nicht fündig.

## Beschreibung
Die Villa Horten ist ein Putzbau auf rechteckigem Grundriss. Ihre zwei Vollgeschosse erheben sich über einem hohen Sockelgeschoss mit Tonnengewölbe und sind durch ein breites Gesims an der Außenseite geschieden. Die Fassade an der Südseite ist durch Fenster in sechs Achsen unterteilt, von denen die zwei mittleren in einem Risalit liegen. Dieser ist auf Höhe des Mansarddachs von einem Fenster mit gesprengtem Giebel bekrönt.
Die Kurzseiten sind drei- und vierachsig.
Im Inneren blieben bei der Sanierung Ende der 1980er Jahre die Treppe samt Treppengeländer aus der Erbauungszeit und der Marmorfußboden im Empfangsbereich erhalten.